# کپ او موان
کپ او موان (به لاتین: Cape au Moine) یک کوه در سوئیس است که در کانتون فریبورگ واقع شده‌است. کپ او موان ۱٬۹۴۱ متر بالاتر از سطح دریا واقع شده‌است.